# Kikoriki
Kikoriki (rus: Смешарики; transcrit com a Smeixàriki), és una sèrie de televisió d'animació russa que consta de 307 episodis, adreçats a nens de 3 a 8 anys. Aquesta sèrie utilitza tant animació Flash com animació per ordinador (principalment). S'ha doblat al català pel canal Super3.
El primer episodi es va estrenar a Rússia el 22 de desembre de 2003. Els kikoriki són animals arrodonits estilitzats. El seu nom rus, Smeixàriki, es basa en les paraules "divertit" i "pilotes". La sèrie inclou temes complexos i referents culturals concrets. La sèrie s'ha emès a una seixantena de països, s'ha doblat a una quinzena d'idiomes i té una audiència diària de 50 milions de persones. El públic de la Xina supera el públic de Rússia. El 2020, els episodis estaven disponibles a la plataforma Kinopoisk.